# Hidetaka Nishiyama
Hidetaka Nishiyama (Tokio, 10. listopada 1928. – 7. studenoga 2008., Los Angeles), japanski majstor borilačkih vještina. Nosilac je 10. Dana u karateu, 3. Dana u kendu, 1. Dana džudu. 

## Životopis
Hidetaka Nishiyama je rođen 10. listopada 1928. godine. Godine 1933. je započeo vježbati kendo kod Moorio Mochida Senseja. Godine 1938. je započeo vježbati džudo. S 14 godina je položio za majstorsko zvanje (1. Dan) u džudu. Godine 1943. je položio za majstorsko zvanje (1. Dan) u kendu, pa je iste godine započeo vježbati šotokan stil karatea u Honbu dođu pod nadzorom njegovog osnivača Gichina Funakoshija. Do 1946. polaže za majstorsko zvanje (1. Dan) u karateu, a 1948. polaže za 2. Dan. 
Njegovo zanimanje za karate potaknule su dvije stvari: stara knjiga koju je napisao majstor mačevanja (Nishiyama je procijenio da je knjiga napisana oko 1550.) i Zoku Sugata Sanshiro (1945), film Akire Kurosawe. Nishiyama je kazao, je da je odnos vježbanja karatea u Honbu dođu bio 80% kata i 20% kihon. Gichin Funakoshi i njegov sin Gigō Funakoshi ravnomjerno su dijelili instruktorski posao.
Godine 1952. Hidetaka Nishiyama je započeo obučavati američke vojsku karateu, a 1960. je objavio svoju prvu knjigu. Sa sjedištem u Sjedinjenim Američkim Državama od 1961. do smrti 2008. godine, bio je pionir karatea u toj zemlji.  Postumno mu je dodijeljen 10. Dan (judan), najviše moguće zvanje u karateu.
Hidetaka Nishiyama Sensei je bio predsjednik Svjetske federacije tradicionalnog karate (WFTK). Njegov učenik je bio jugoslavenski majstor borilačkih vještina Vladimir Jorga.

## Vanjske poveznice
- Hidetaka Nishiyama Official Website  Arhivirana inačica izvorne stranice od 5. ožujka 2012. (Wayback Machine)
- International Traditional Karate Federation